# Zbyněk Janata

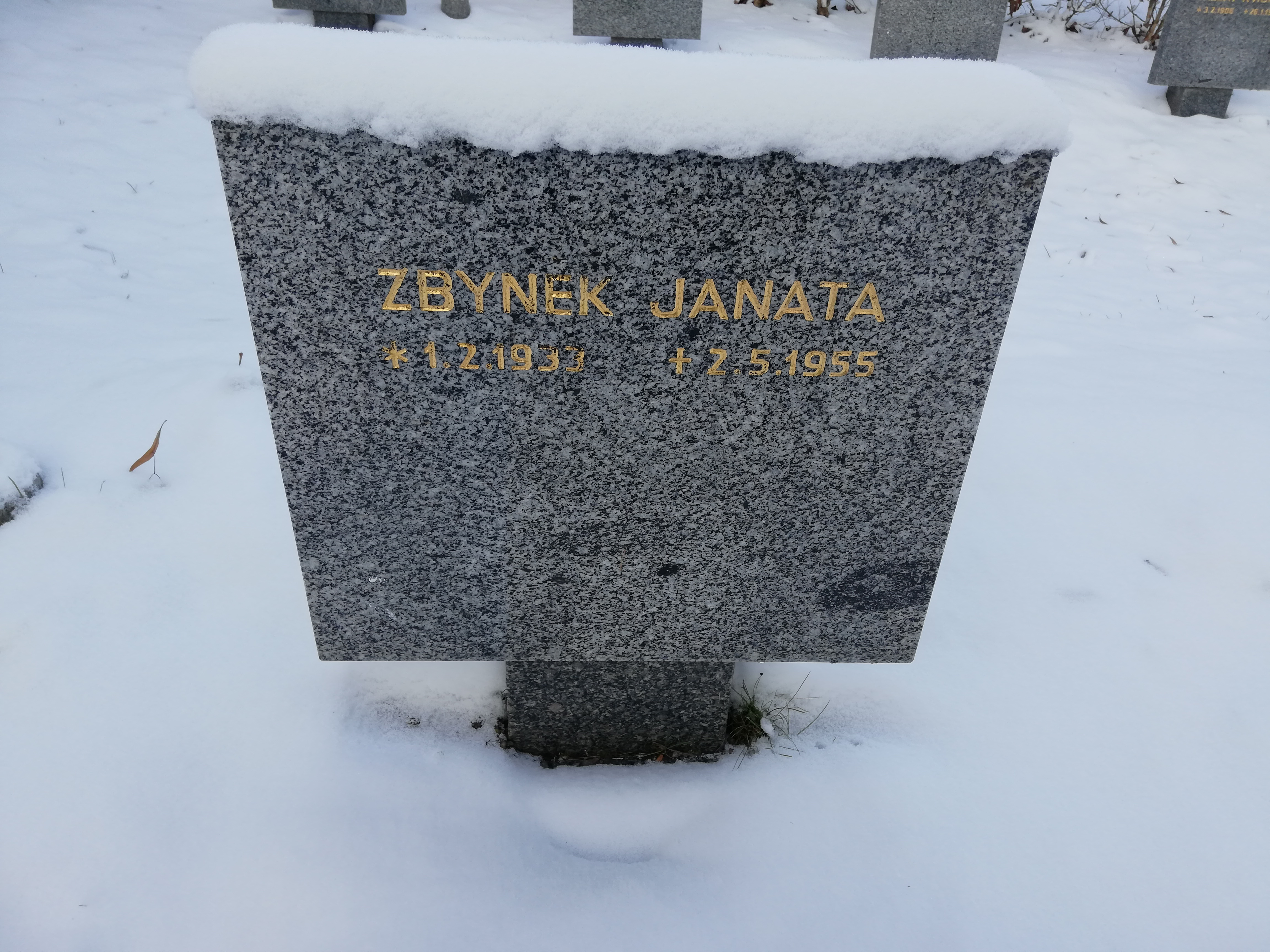
Symbolický hrob na Ďáblickém hřbitově v Praze

Zbyněk Janata (1. února 1933 – 2. května 1955) byl člen skupiny bratří Mašínů.
Studoval na elitní internátní škole Středočeská kolej krále Jiřího z Poděbrad v Poděbradech.
Z odbojové skupiny bratří Mašínů byl nejmladší. Pro svoji ráznou až prudkou povahu u sebe nikdy nenosil zbraň.
Během útěku skupiny na Západ přes NDR v roce 1953 se po přestřelce s Volkspolizei na železniční stanici Uckro oddělil od ostatních a následujícího dne byl ve 20:38 u vesnice Pelkwitz zatčen.
Později byl předán do Československa, kde byl 1. února 1955 spolu s Václavem Švédou odsouzen k trestu smrti. Popraven byl téhož roku hned po prvomájových oslavách na Pankráci spolu s Václavem Švédou a se strýcem bratří Mašínových Ctiborem Novákem. Janata ani Švéda nesměli být pohřbeni. Urna s popelem Zbyňka Janaty byla uložena v pankrácké věznici. Dne 26. května 1961 tam byla neznámým způsobem zničena. Na Čestném pohřebišti na pražském Ďáblickém hřbitově se nachází Janatův symbolický hrob. Tamní symbolické náhrobky odkazují na zemřelé politické vězně bez ohledu na jejich skutečné místo pohřbení.